# Termococs
Els termococs (Thermococcus) són un gènere d'arqueus hipertermòfils anaeròbics estrictes. Viuen en fonts termals submarines en condicions anòxiques i sotmesos a temperatures molt altes (temperatura òptima de creixement de 88 °C). Són quimioorganòtrofs que oxiden anaeròbicament diversos compostos orgànics tenint el sofre elemental com a acceptor d'electrons.
Són bacteris esfèrics caracteritzats per un feix de flagels de localització polar amb funció motora.
Listat d'algunes de les soques identificades fins a l'actualitat:
- Thermococcus acidaminovorans
- Thermococcus aegaeus
- Thermococcus aggregans
- Thermococcus alcaliphilus
- Thermococcus atlanticus
- Thermococcus barophilus
- Thermococcus barossii
- Thermococcus celer
- Thermococcus chitonophagus
- Thermococcus coalescens
- Thermococcus fumicolans
- Thermococcus gammatolerans
- Thermococcus gorgonarius
- Thermococcus guaymasensis
- Thermococcus hydrothermalis
- Thermococcus litoralis
- Thermococcus litoralis
- Thermococcus marinus
- Thermococcus mexicalis
- Thermococcus nautilus
- Thermococcus onnurineus
- Thermococcus pacificus
- Thermococcus peptonophilus
- Thermococcus profundus
- Thermococcus radiotolerans
- Thermococcus sibiricus
- Thermococcus siculi
- Thermococcus stetteri
- Thermococcus waimanguensis
- Thermococcus waiotapuensis
- Thermococcus zilligii